# Federico Cristóforo
Federico Alfredo Cristóforo Pepe (Montevideo, 19 settembre 1989) è un calciatore uruguaiano, portiere dello Sp. San Lorenzo.

## Palmarès

### Competizioni nazionali
- Copa Paraguay: 1

Sportivo Ameliano: 2022